# NGC 5158
NGC 5158 is een balkspiraalstelsel in het sterrenbeeld Hoofdhaar. Het hemelobject werd op 7 mei 1826 ontdekt door de Britse astronoom John Herschel.

## Synoniemen
- UGC 8459
- MCG 3-34-38
- ZWG 101.54
- IRAS 13253+1802
- PGC 47180